# چرلینو
چرلینو (به لهستانی:  Czerlejno) یک روستا در لهستان است که در گمینا کوستژن واقع شده‌است. چرلینو ۵۶۰ نفر جمعیت دارد.